# Tổng công ty Cảng hàng không Miền Trung
Tổng công ty Cảng hàng không Miền Trung là một cơ quan trực thuộc Cục hàng không Dân dụng Việt Nam, Bộ Giao thông Vận tải. Cụm cảng Hàng không miền Trung có trụ sở tại Sân bay Quốc tế Đà Nẵng và quản lý các sân bay sau:
- Sân bay quốc tế Đà Nẵng
- Sân bay quốc tế Phú Bài
- Sân bay quốc tế Cam Ranh
- Sân bay Phù Cát
- Sân bay Pleiku
- Sân bay Đông Tác
- Sân bay Chu Lai

Ngày 16/8/2007, Văn phòng Thủ tướng Chính phủ đã ra Nghị quyết thành lập và nâng cấp 2 sân bay Phú Bài (Huế) và Cam Ranh (Nha Trang) thuộc Cụm cảng Miền Trung là sân bay Quốc tế.
Phó thủ tướng Nguyễn Sinh Hùng chỉ đạo Bộ Giao thông vận tải đưa vào danh sách cảng hàng không quốc tế, thực hiện việc cải tạo, nâng cấp cần thiết và công bố vào thời điểm thích hợp đối với hai cảng hàng không quốc tế Cam Ranh và Phú Bài.
Năm 2012, Tổng công ty Cảng hàng không Miền Bắc, Tổng công ty Cảng hàng không Miền Trung và Tổng công ty Cảng hàng không Miền Nam đã hợp nhất thành Tổng công ty Cảng hàng không Việt Nam.